# Cryphaeophilum molle
Cryphaeophilum molle là một loài Rêu trong họ Cryphaeaceae. Loài này được (Dusén) M. Fleisch. miêu tả khoa học đầu tiên năm 1914.